# Marionetki (powieść)
Marionetki − powieść V.S. Naipaula, brytyjskiego prozaika z pochodzącego z rodziny hinduskich emigrantów w Trynidadzie i Tobago, noblisty z 2001 roku. Książka w oryginale (w angielskim) została wydana w 1967, w Polsce w 1971 (tłumaczenie − Maria Zborowska). Pozycja została wydana przez wydawnictwo Książka i Wiedza.
Narrator to człowiek, w którego pisarz przeradza się z nieudacznika. Bankrut w miłości i polityce odzyskuje swoją godność, opisując doświadczenie swoich klęsk. Tę powieść spina klamrą Londyn - bohater zaczyna w nim swoją historię jako zachwycony śniegiem cudzoziemski student, zakochany w białej Sandrze, nieprotestujący na jej propozycję małżeństwa. Kończy ją też Londyn - już po nieudanym małżeństwie, zakończonej przegraną karierze politycznej, bohater powieści jako uchodźca miesiącami spisuje swoje doświadczenia i uwalnia się od cienia klęski.

## Opis książki
Książkę napisano w formie monologu bohatera, 40-letniego Ralpha Singha, który nazywa siebie malowniczym Azjatą. Podzielono ją na trzy części:

### Część I
Akcja dzieje się w Londynie. Bohater (z pochodzenia Indus) podczas studiów w Anglii zakochuje się w białej dziewczynie. Poślubiwszy ją wraca na rodzinną wyspę Izabela, na której żyje jego pochodząca z Indii rodzina. Już na wyspie w małżeństwie dochodzi do konfliktu, w wyniku którego Sandra opuszcza męża.

### Część II
Główny bohater na rodzinnej wyspie Santa Isabel, wykorzystawszy nazwisko ojca (przywódcy ludowego ruchu rewolucyjnego, potem znanego guru), robi karierę polityczną. Początkowo jego działalność polega na obronie praw pokrzywdzonych, ale po wygranych wyborach okazuje się, że nie jest w stanie zrealizować obietnic złożonych wyborcom. Zawodzi ich i zostaje uznany za zdrajcę.

### Część III
Główny bohater zmuszony do opuszczenia rodzinnej wyspy, jako uchodźca- emigrant w hotelowym pokoju w Londynie spisuje historię swego życia: niepokoje dzieciństwa, klęskę miłości i małżeństwa, a także przegraną próbę politycznego wpływu na życie rodzimej wyspy.

## Cytat
- „Tak oto sam proces pisania, który z początku pewne sprawy zniekształca, potem je klaruje stając się procesem życia”.